# Bihaćka kotlina
Bihaćka kotlina (ili Bihaćko polje) je kotlina Une u njenom srednjem toku, u sjeverozapadnoj Bosni. Una u Bihaćkoj kotlini ima brojne riječne otoke (lokalni naziv je otoka). 
U Bihaćkoj kotlini nalazilo se šest prapovijesnih sojeničkih naselja od kojih su tri, u Ripču,
Golubiću i na slapu Bukva između sela Lohovo i Račić, sigurno locirana. Ostala tri, u Ribiću, Kraljama i Brekovici, ni nakon više istraživanja nisu točno locirana.
U Bihaćkoj kotlini smješten je grad Bihać.